# Robert H. Grubbs

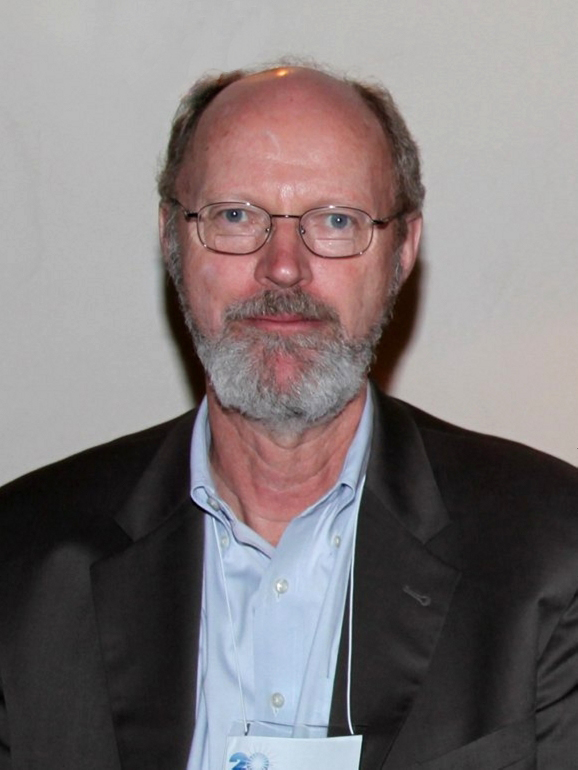
Robert H. Grubbs

Robert H. Grubbs (sinh ngày 27 tháng 2 năm 1942 - Ngày 19 tháng 12 năm 2021) là một nhà hóa học người Mỹ. Ông học hóa học tại Đại học Florida và làm dự án tiến sĩ tại Đại học Columbia tại Thành phố New York vào năm 1968.
Sau khi tốt nghiệp bằng tiến sĩ ông đã làm việc tại Đại học Stanford rồi Đại học bang Michigan (Michigan State University). Năm 1978, ông gia nhập Học viện Kỹ thuật California (California Institute of Technology) và giữ ghế Giáo sư Hóa học Victor and Elizabeth Atkins.
Năm 2005 ông được trao giải Nobel Hóa học cùng với Richard R. Schrock và Yves Chauvin.